# Prépension
En Belgique, la prépension est une allocation de chômage majorée pour les travailleurs qui sont licenciés après un certain âge. Elle est parfois complétée par une indemnité complémentaire fournie par l'employeur ou par un fonds.
Alors que l'âge légal de la pension est de 65 ans, le gouvernement fédéral peut accorder la prépension dès 55 ans, sous certaines conditions. À partir des années 70, le recours à ce mécanisme est devenu fréquent, et les règles ont été définies dans plusieurs conventions collectives de travail, dont notamment la CCT n° 17 du 19 décembre 1974.
Seulement 26 % des Belges de plus de 55 ans travaillent, le taux le plus faible en Europe. Ce taux faible risque de diminuer avec le vieillissement de la population, compromettant la survie de la sécurité sociale. Cependant, la prépension n'est pas la seule raison de ce faible taux: le chômage et l'invalidité, voire le nombre élevé de femmes au foyer sont aussi des facteurs importants.
Le Gouvernement Verhofstadt II veut prendre des mesures pour réduire le recours à la prépension. Notamment, en cas de restructuration, le travailleur âgé licencié devra avoir recherché activement un emploi avant de pouvoir bénéficier de la prépension. D'autre part, l'âge de la prépension sera progressivement relevé, ainsi que les conditions sur la durée de la carrière.

## Points de vue
Pour Alain Jousten, professeur à l'Université de Liège, la prépension ne permet pas de réduire le chômage des jeunes : c'est ce qui s'observe dans les études comparatives de différents pays. Pour lui, la réforme de la prépension est une nécessité économique.